# Aleksandr Skrjabin
Aleksandr Nikolajevitj Skrjabin (russisk: Алекса́ндр Никола́евич Скря́бин) (født 6. januar 1872 i Moskva, død 27. april 1915 i Moskva) var en russisk komponist og pianist. Han udviklede et meget lyrisk og følsomt tonesprog. Drevet af en poetisk, filosofisk og æstetisk vision, som grænsede til mysticisme, anses han for at være en af forgrundspersonerne inden for russisk musikalsk symbolisme.
Rusland har en lang historie af nyskabelser på den klassiske musiks område. Den første af de store komponister var Mikhail Glinka (1804–1857) og med ham de komponister, som tilhørte den såkaldte nyrussiske skole. Den nyrussiske skole stræbte efter at skabe en ny kunstmusik i russisk ånd. Efter, at tsar Alexander II i 1861 havde ophævet livegenskabet kom en blomstring i kulturlivet, og en række fremstående komponister indtog deres plads på scenen. Den største af dem var Pjotr Tjajkovskij, som også hurtigt fik international opmærksomhed.
Skrjabin fremstår blandt efterfølgerne som en af de mest nyskabende og kontroversielle. Bolsjaja sovetskaja entsiklopedija (Den store sovjetiske encyklopædi) skriver om ham: "Ingen anden komponist har måttet udstå så megen hån og fået så megen kærlighed." Lev Tolstoj beskrev Skrjabins musik som "et ægte udtryk for genialitet".
Skrjabin skrev storslåede romantiske orkesterværker, men først og fremmest klavermusik. De første værker for klaver stod i gæld til Frédéric Chopin og Franz Liszt, men han fortsatte i egen stil. Med sin mystiske akkord var han en af de komponister, som omkring år 1900 bidrog til at opløse den tilvante dur-mol-tonalitet. Han skrev også tonedigte for orkester og tre symfonier. Skrjabin var højt værdsat i sin levetid, og hans musik har nået fornyet popularitet i slutningen af det 20. og begyndelsen af det 21. århundrede efter en nedgang i midten af 1900-tallet. Hans popularitet blandt pianister har dog altid været stor.
Skrjabins musik er blevet spillet af Sergej Rachmaninov, Vladimir Horowitz, Arthur Rubinstein, Svjatoslav Richter, Vladimir Sofronitskij, Andrej Gavrilov, Ruth Laredo, Marc-André Hamelin, Jevgenij Kissin, Claudio Arrau og Vladimir Asjkenazi. Han har påvirket komponister som Olivier Messiaen, Sergej Prokofjev og Igor Stravinskij, selvom det er hævdet, at Skrjabin hverken brød sig om Prokofjevs eller Stravinskijs musik.
Nogle mennesker oplever at se farver, når de hører musik. Skrjabin er nok det mest udprægede eksempel på en komponist, der har arbejdet bevidst og systematisk med forbindelsen mellem toner og farver.

## Liv og gerning

### Barndom og uddannelse (1871–1893)
Skrjabin blev født i en adelig familie i Moskva juledag 1871 ifølge den julianske kalender; den 6. januar 1872 i den gregorianske kalender. Familien Skrjabin havde stærke rødder i hæren. Hans fader og flere slægtninge var officerer.
Da han var et år gammel, døde hans moder, som var koncertpianist, af tuberkulose. Efter hendes død færdiggjorde hans fader en uddannelse i tyrkisk med henblik på at blive diplomat, og han forlod også Rusland og rejste til Det Osmanniske Rige. Den unge Skrjabin blev efterladt hos sin farmor, hendes søster og en faster. Hans fader giftede sig igen, og Skrjabin fik flere halvsøskende. Hans faders ugifte søster Ljubov var amatørpianist, og hun dokumenterede "Sasja"s (som han blev kaldt) liv frem til det tidspunkt, hvor han mødte sin kommende hustru. Som barn, fortæller hun, måtte Skrjabin naturligvis høre meget klavermusik og i anekdoter fortælles det, hvorledes han tvang sin faster til at spille for sig. Tidligt moden begyndte Sasja at bygge klaverer efter, at han var blevet fascineret af deres mekanik. Dem han byggede, gav han ofte værk til forundrede besøgende i hjemmet.
Ljubov beskriver Skrjabin som meget genert og asocial sammen med kammerater, men han værdsatte de voksnes opmærksomhed. Ljubov beskriver, hvorledes Skrjabin forsøgte at dirigere et orkester af børn i naboskabet – et forsøg som endte i frustration og tårer. Han fik for vane at fremføre egne teaterstykker og operaer med dukker for tilskuere. Han fik tidligt klaverundervisning af Nikolaij Zverev, en striks lærer, som også underviste Sergej Rachmaninov og andre vidunderbørn. Han gik i familiens militære fodspor og kom med i Moskvas Kadethær. I studietiden blev Skrjabin ven med skuespilleren Leonid Limontov, men denne beskriver i sine memoirer sit ubehag ved venskabet med Skrjabin, eftersom Skrjabin var den mindste og svageste blandt drengene og ofte blev drillet. Skrjabin vandt imidlertid sine kammeraters velvilje, da han optrådte ved en koncert og spillede klaver.
Senere studerede Skrjabin ved Moskva musikkonservatorium hos Anton Arenskij (komposition), Sergej Tanejev (kontrapunkt) og Vasilij Iljitj Safonov (klaver). Han blev en dygtig pianist trods sine små hænder, som dårligt nok kunne nå en nona. Han følte sig udfordret af pianisten Josef Lhévinne og skadede en hånd alvorligt, da han øvede sig på Franz Liszts Don Giovanni-fantasi og Milij Balakirevs orientalske fantasi Islamej. Hans læge mente, at han aldrig ville genvinde sin førlighed, og Skrjabin skrev sit første store mesterværk, f-mol-sonaten, som et "vredesudbrud mod Gud og skæbnen". I 1892 tog han eksamen og fik den "lille guldmedalje" i klaverspil, men han gik aldrig op i eksamen i komposition på grund af de store forskelle i personlighed og musiksmag, som var mellem ham og Arenskij (hvis underskrift er den eneste, som mangler på Skrjabins eksamensbevis) og hans uvilje mod at skrive i musikalske former, som ikke interesserede ham. Ironisk nok var det værk, som han udførte, en fuga i e-mol, det, som skulle blive et obligatorisk stykke for studenterne ved konservatoriet i flere årtier.

### Karriere og senere liv (1894–1915)
Skrjabin debuterede som pianist i 1894 i Sankt Petersborg. Han spillede sine egne værker og fik meget gode anmeldelser. Samme år indgik han en aftale med Mitrofan Petrovitj Belaiev mod at mod betaling skrive musik for dennes musikforlag. På samme forlag fandtes allerede berømtheder som Nikolaj Rimskij-Korsakov og Aleksandr Glazunov. Dette blev fulgt op af en omfattende turnevirksomhed i Rusland og udlandet, som kulminerede i en enestående succes i 1898, da han optrådte sammen med sin nye hustru Vera Ivanova Isakovitj. Samme år blev han professor i klaverspil ved Moskvakonservatoriet. I den periode skrev han sine 12 etuder, op. 8, flere opsætninger af præludier, sine første tre klaversonater og sin eneste klaverkoncert og mange andre værker, hovedsagelig for klaver.
Skrjabin fik flere børn. Senere forlod han sin lærergerning og sin hustru og indledte et forhold til Tatjana Fjodorovna Schloezer (Tatiana de Schloezer), en yngre elev. Bruddet med Vera kom, da komponisten flyttede til Schweiz. Med Schloezer fik han ligeledes flere børn, blandt andre sønnen Julian Skrjabin, som komponerede flere musikstykker og druknede ved en bådulykke i 1919.
Med økonomisk støtte fra en mæcen brugte han mange år på at rejse mellem Schweiz, Italien, Frankrig, Belgien og USA, mens han arbejdede på mere orkestermusik, herunder flere symfonier. Han begyndte også at skrive "poèmes" (digte) for klaver, en kompositionsform med hvilken han ofte forbindes.
Han slog sig ned i Paris med sin familie i 1907 og medvirkede i flere koncerter organiserede af impresarioen Sergej Djagilev, som arbejdede for at fremme kendskabet til russisk musik i Vesteuropa.
I 1909 vendte han endeligt tilbage til Rusland og fortsatte med at komponere. Han arbejdede med stadig flere storartede projekter, dels en serie ensatsede klaversonater og mindre klaverværker, dels tonedigtet Prometheus: Ildens digt, som blev færdigt og uropført i Sankt Petersborg i 1910. Samtidig fortsatte han med at turnere som koncertpianist. Han blev hyldet efter sin tilbagevenden til Rusland som et stort forbillede af unge forfattere og digtere som Konstantin Balmont og Anna Akhmatova.
I alle hans værker efter 1908 er tonaliteten delvist svævende eller helt sat ud af spil; melodier og rytmiske elementer gentages, driver over toneskalaen og fortættes men fører ikke til nogen tydelig tematisk udvikling gennem hele værket. Klangen bliver vigtigere end tonearten, og der findes en åbenbar erotisk atmosfære i flere værker (fx Vers la Flamme ("Mod flammen"), op.72 for klaver, et kort præludium som synes at illustrere en stigende sensuel ekstase eller orgasme – eller i de sidste tre klaversonater 1912-13. I samtiden og længe efter hans død vakte dette element heftige kontroverser, og både Stravinskij og 1920'ernes nysaglige komponister var ivrige efter at distancere sig fra ham. Stravinskij kommenterede dog i sine senere år, at selv om Skrjabin var en overvurderet komponist og en besværlig person, så "har jeg undertiden undret mig over, hvad han ville have komponeret i 1920'erne".. Skrjabins skitser til Mysterium 1914–1915 indeholder forsøg med tolvtoneharmoni, omkring ti år inden Schönberg prøvede det, og dermed kan han ses som en forgænger for 1950'ernes serielle musik, som også influerede den sene Stravinskij.
Prometheus kan ses som et forstudie til Mysterium, det store orkester- og korværk, som Skrjabin så som kronen på sin virksomhed. Han havde haft planerne omkring 1905, og de indbefattede multimedia-elementer (farvet lys på hvide tøjflader styret fra et "farveklaver"). Dette store værk skulle fremføres i et tempel i Himalaya og forårsage en kosmisk omvæltning. Denne "grandiose religiøse syntese af alle kunstarter som skulle forvarsle den nye verdens fødsel". Skrjabin efterlod kun skitser til dette værk "Mystères" (mysterier). Skitserne er senere blevet sammenstillet til et spilbart værk af Alexander Nemtin. "Mystères" var "en verden, som Skrjabins geni skabte for at bekræfte sin egen udvikling.
Skrjabin var lille af vækst og anset som klejn samt hypokondrisk hele sit liv. Han døde i en alder af 43 år i Moskva. Dødsårsagen var blodforgiftning forårsaget af et snitsår ved barberingen eller en byld på læben.

## Musik

### Musikalsk stil og påvirkninger
Mange af Skrjabins værker blev skrevet for klaver. De tidligste værker minder om Chopin og består af værker i samme form som Chopin ofte anvendte; etuder, præludier, nocturner og mazurkaer.
Hans musik udviklede sig under hans levetid, og udviklingen var tydeligt hurtig og nåede længere end andre komponister. Fraset hans tidligste værker er musikken påfaldende original. I sin mellemste periode og henimod slutningen udnytter han usædvanlige harmonier og strukturer. Udviklingen af hans ansatser og stil kan følges i hans ti klaversonater: de tidligste er ret konventionelle senromantiske og udviser påvirkning fra Chopin og Franz Liszt, mens de senere bevæger sig mod et nyt originalt landskab og de sidste fem er noterede uden toneartsbetegnelse. Flere afsnit i disse kan anses som atonale, eftersom mellem 1903 og 1908, "tonal sammenbinding umærkeligt blev erstattede af harmonisk sammenbinding.
Aaron Copland roste Skrjabins tematiske materiale som "ægte personligt og ægte besjælet", men kritiserede ham for at placere "denne nye klangkasse af følelser i den gamle sonateforms spændetrøje med tilbagetagning og alt" og kaldte det "en af de mest exceptionelle fejltagelser indenfor al musik".
Ifølge Samson har sonateformen i Sonate nr.5 en vis betydning for værkets tonale opbygning, mens den formmæssige spænding i sonaterne nr. 6 og 7 skabes ved fraværet af harmonisk kontrast og "mellem musikkens kumulative bevægelse, som almindeligvis opnås ad strukturel vej snarere end harmonisk, og den formmæssige tvang, som den tredelte form indebærer". Han mener tillige, at i "Le poème de l'extase" (op. 54) og "Vers la flamme" findes et mere vellykket samspil mellem 'form' og 'indhold', og at senere sonater som nr. 9 udnytter en mere fleksibel sonateform.

### Filosofiske påvirkninger
Skrjabin var interesseret af Friedrich Nietzsches overmenneske-teori og blev senere interesseret i teosofi. Begge disse strømninger kom til at påvirke hans musik og hans tanker om musik. Da han boede i Bruxelles i 1909 og 1910, kom han i kontakt med Jean Devilles teosofiske bevægelse og fortsatte med at læse Helena Petrovna Blavatsky.
Teosofen og komponisten Dane Rudhyar skrev, at Skrjabin var "den nye musiks eneste store forgænger i den genfødte vesterlandske civilisation og den fremtidige musiks fader" og en "modgift mod de reaktionære katolikker og deres apostel Igor Stravinskij og musikken fra Arnold Schönbergs 'regelpåtvingende' Anden Wienskole".
Skrjabin udviklede sin egen meget personlige og abstrakte mysticisme, som baseredes på kunstnerens rolle i relation til fornemmelse og affirmation. Hans syn på virkeligheden minder om Platons og Aristoteles teorier, men eterisk og modsigelsesfuldt. Kilderne til hans filosofiske tanker genfindes i hans utallige upublicerede notesbøger. I en af dem gjorde han det kendte notat "Jag er Gud". Ud over nedtegnelser findes der avancerede tekniske diagrammer, som forklarer hans tanker om metafysik. Skrjabin anvendte også poesi som et middel til at udtrykke sine filosofiske idéer; endvidere findes mange af hans filosofiske tanker oversatte til musik, hvor det mest bemærkelsesværdige eksempel er hans "messianske" syvende sonate, "Hvide messe".

### Farvepåvirkning
Til trods for, at disse værker ofte anses for påvirkede af Skrjabins synestesi, en tilstand hvor man oplever at et indtryk af en sans giver anledning til fornemmelser af en anden, er der blev sat spørgsmålstegn ved, om Skrjabin i virkeligheden selv har oplevet dette. Hans farvesystem opstilles, i modsætning til de fleste synæstetiske oplevelser, i en cirkel med fem segmenter. Det var et gennemtænkt system, som baseres på Isaac Newtons Opticks. Det er værd at notere, at Skrjabin ikke skelnede imellem dur- og mol-tonaliteter med samme navn (fx C-dur og c-mol). Men ligeledes påvirket af teosofiens doktriner udvikler han sit syntetiske system til noget, som kunne være blevet ett pionerprojekt indenfor multimedia/performance: hans ufuldstændige magnum opus "Mystères", som ville være blevet en stor ugelang forestilling med musik, dufte, dans og lyssætning af udløberne fra Himalaya, og som skulle have forårsaget opløsning af en verden i salighed.
I sin selvbiografi gengiver Sergej Rachmaninov en samtale, som han havde med Skrjabin og Nikolaj Rimskij-Korsakov om Skrjabins associationer mellem farver og musik. Rachmaninov var forbløffet over, at Rimskij-Korsakov forstod Skrjabins sammenstilling mellem farver og tonarter. Eftersom han selv var skeptisk, noterede Rachmaninov, at de to komponister åbenbart ikke var enige om hvilke farver, som var indblandede. Begge mente, at tonearten D-dur var gyldenbrun, men Skrjabin forbandt Es-dur med purpurrød mens Rimskij-Korsakov foretrak blåt. Rimskij-Korsakov protesterede imidlertid mod, at en passage i Rachmaninovs opera Den gerrige ridder understøttede deres teori. Scenen, hvori den gamle baron åbner skattekister for at finde guld og juveler, som glitrer i fakkelskinnet, var skrevet i D-dur. Skrjabin sagde til Rachmaninov, at "din intuition har ubevidst fulgt de love, hvis eksistens du har forsøgt at benægte".
Skønt Skrjabin kun skrev få orkesterværker, er de blandt hans mest kendte, og nogle af dem spilles ofte. Det er tre symfonier, en klaverkoncert (1896), symfoni nr. 4, "Le poème de l'extase" (1908) og Prometheus "Le poème de feu" (1910) som indeholder et parti for "Clavier à lumières" eller "tastiéra per luce", som der står i partituret. Dette instrument var en slags farveorgel bygget specielt til opførelsen af denne symfoni. Det blev spillet som et klaver med farver, som blev projekteret op på et lærred i koncertsalen. De fleste fremførelser af dette værk, herunder uropførelsen, omfatter ikke dette "lysspil", men ved en opførelse i New York i 1915 blev farver projekteret op på en skærm. Det er fejlagtigt blevet hævdet, at man ved denne koncert anvendte et farveorgel opfundet af den britiske maler A. Wallace Rimington, skønt det i virkeligheden var en nykonstruktion fremstillet specielt til dette formål af Preston S. Miller, chef for Illuminating Engineering Society i New York.
Ved en opførelse af Prometheus i februar 2010 gennemførte Anna M. Gawboy og Justin Townsend et projekt, hvor man med moderne teknik forsøgte at genskabe Skrjabins intentioner. Værket blev opført ved Yale University med Yale Symphony Orchestra under ledelse af dirigenten Toshiyuki Shimada.
Skrjabins originale orgel, med dets skivetallerken med farvede lamper er bevaret i hans hjem i Moskva. Hjemmet er nu museum for Skrjabins liv og virke.

## Interpreter og eftermæle
Pianister, som har spillet Skrjabins musik med stor succes, er Vladimir Sofronitskij, Vladimir Horowitz, John Ogdon og Svjatoslav Richter.
Horowitz spillede for Skrjabin i dennes hjem som 11-årig, og Skrjabin var entusiastisk men mente, at han burde øve sig noget mere. Som ældre bemærkede Horowitz, at Skrjabin åbenbart var gal, eftersom han havde tics og ikke kunne sidde stille. Trots Horowitz vurdering holdt Skrjabin nøje øje med, hvad der foregik indenfor det musikalske område i Rusland under sin levetid. Hans begravelse havde så mange deltagere, at man måtte uddele adgangsbeviser. Prokofjev beundrede ham meget, og dennes Visions Fugitives har store ligheder med Skrjabins stil. Igor Stravinskij var derimod stærkt negativ - han hadede det, han anså som retningsløst, indadvendt og tomt brillerende i kollegaens musik, men hans egne gennembrudsværker Ildfuglen og Petrusjka viser en ikke ubetydelig indflydelse fra Skrjabins Le Poème de l'Extase og Prometheus.
En anden stor beundrer var den britisk-persiske komponist Kaikhosru Shapurji Sorabji, som ihærdigt samlede på Skrjabins mest obskure værker, da han som ung boede i Essex. Sorabji ivrede for Skrjabin selv i de år, da dennes popularitet var mindst. Skrjabins barnebarns barnebarn Elisha Abas blev koncertpianist og har rejst skiftevis mellem USA og Israel.
Den svenske komponist og musikforsker Bengt Hambraeus var meget interesseret i Skrjabin, især hans harmonik og rytmik og de kosmiske aspekter af hans æstetik, og Hambraeus henviste ofte til Skrjabin.
Skrjabins hjem i Moskva er nu omdannet til museum, og i huset blev i 1960'erne oprettet Sovjetunionens første elektronmusikstudio.
En asteroid, 6549 Skryabin, er opkaldt efter komponisten.

## Media
I januar 1910 indspillede Skrjabin ni af sine egne kompositioner for Welte-Mignon på pianoruller. Resultatet er overført til:
- Problemer med at afspille lydfilerne? Se hjælp.